# Cuartel del Bruch
El Cuartel del Bruch es un edificio militar acuartelamiento del Ejército de Tierra de España, situado en la calle de González Tablas de Barcelona. Está situado cerca de la avenida Diagonal y de la Zona Universitaria, en el barrio de Pedralbes. Aloja el Regimiento de Infantería «Barcelona» n.º 63 y el Archivo Intermedio Militar Pirenaico.

## Historia
El cuartel fue construido entre 1928 y 1934 con un proyecto del teniente coronel de Ingenieros Vicente Martorell Portas y el teniente de Ingenieros Vicente Martorell Otzet, en un estilo que recuerda una fortificación medieval por su profusión de torres, aspilleras y almenas.
Inicialmente proyectado con capacidad para alojar entre 400 y 600 unidades de infantería en ocho pabellones y una superficie construida de 5,31 hectáreas, su construcción respondía a la necesidad de sacar los antiguos cuarteles del núcleo antiguo de la ciudad. Se construyó un cuartel para cada arma de Tierra: Bruch para infantería, el cuartel de Lepanto (en La Bordeta) para caballería y el de Bailén (en San Andrés) para artillería, junto al edificio del Gobierno Militar (La Rambla), el Centro Cultural de los Ejércitos (plaza de Cataluña) y el Hospital Militar (Vallcarca y los Penitentes). Estos nuevos cuarteles sustituían los antiguos de la Ciudadela, Fuerte Pío, San Carlos, las Atarazanas Reales de Barcelona, San Fernando, Santa Mónica, Buen Suceso, San Agustín, San Pablo y el antiguo Hospital Militar de la calle de los Talleres.
Varias veces al año se celebran en él juras de bandera civiles y con motivo del Día de las Fuerzas Armadas se hace una jornada de puertas abiertas.

## Regimiento de Infantería «Barcelona» n.º 63

Escudo del regimiento

El Regimiento de Infantería «Barcelona» n.º 63 pertenece a la Brigada «Aragón» I, con sede en Zaragoza; a su vez, esta brigada pertenece a la División «Castillejos», radicada en Huesca, una de las dos divisiones de la Fuerza Terrestre del Ejército de Tierra. El Regimiento está formado por la Plana Mayor de Mando del Regimiento y por el Batallón de Infantería Motorizada «Cataluña» I/63.
El origen del Regimiento se remonta al Batallón de Voluntarios de Barcelona n.º 43, conocido con el nombre de «El Brillante», que fue creado el 29 de abril de 1793. Este batallón intervino en diversos conflictos armados en África, Portugal y Cuba, entre otros. El batallón tuvo varios cambios de denominación y destino, incluso fue disuelto y recreado varias veces. Finalmente, con la denominación Regimiento Mixto de Infantería «Barcelona» n.º 63, fue disuelto en 2002 y reconvertido en el Regimiento de Infantería «Arapiles» n.º 62, ubicado en San Clemente Sasebas. Por último, en 2019 se ordenó de nuevo la creación del Regimiento de Infantería «Barcelona» n.º 63, ubicado de nuevo en la plaza de Barcelona, que se hizo efectivo el 1 de enero de 2020.
Desde su creación, el regimiento participó en las misiones derivadas de la pandemia de COVID-19, englobado en las operaciones «Balmis» y «Misión Baluarte». En 2020 se integró en la Operación Libre Hidalgo XXXIV de misión de paz en el Líbano, como Grupo Táctico Ligero Protegido «Cataluña».